# Agalinis homalantha
Agalinis homalantha är en snyltrotsväxtart som beskrevs av Francis Whittier Pennell. Agalinis homalantha ingår i släktet Agalinis och familjen snyltrotsväxter. Inga underarter finns listade i Catalogue of Life.